# Mycogloea orthospora
Mycogloea orthospora är en svampart som först beskrevs av Hans Sydow, och fick sitt nu gällande namn av R. McNabb ex Dingley 1989. Mycogloea orthospora ingår i släktet Mycogloea, ordningen Agaricostilbales, klassen Agaricostilbomycetes, divisionen basidiesvampar och riket svampar.   Inga underarter finns listade i Catalogue of Life.